# USS Arkansas (BB-33)
USS Arkansas (BB-33) var ett dreadnought-slagskepp, det andra i Wyoming-klassen, i den amerikanska flottan. Hon var det tredje fartyget i den amerikanska flottan som namngavs till ära av den 25:e delstaten och byggdes av New York Shipbuilding Corporation. Hon kölsträcktes i januari 1910, sjösattes i januari 1911 och togs i bruk av flottan i september 1912. Arkansas var beväpnad med ett huvudbatteri med tolv 305 mm kanoner och hade en toppfart på 20,5 knop (38,0 km/h).
Arkansas tjänstgjorde i båda världskrigen. Under första världskriget ingick hon i nionde slagskeppsdivisionen, som var knuten till den brittiska Grand Fleet, men hon deltog inte i några strider under kriget. Under mellankrigstiden utförde Arkansas en mängd olika uppgifter, bland annat utbildningskryssningar för aspiranter och goodwillbesök utomlands.
När andra världskriget bröt ut genomförde Arkansas neutralitetspatruller i Atlanten innan USA gick in i kriget. Därefter eskorterade hon konvojer till Europa under 1944. I juni stödde hon invasionen av Normandie och i augusti gav hon eldunderstöd vid invasionen av södra Frankrike. År 1945 överfördes hon till Stilla havet och besköt japanska positioner under invasionerna av Iwo Jima och Okinawa. Efter krigsslutet transporterade hon trupper tillbaka till USA som en del av Operation Magic Carpet. Arkansas användes som mål i Operation Crossroads, ett par kärnvapentester vid Bikiniatollen i juli 1946.

## Design
Arkansas var 171 m långt och hade en bredd på 28 m och ett djupgående på 9 m. Hon hade ett deplacement på 26 417 ton som konstruerad och upp till 27 680 ton vid full last. Fartyget drevs av Parsons ångturbiner med fyra axlar och tolv koleldade Babcock & Wilcox-pannor med en effekt på 28 000 shp (21 000 kW), vilket gav en toppfart på 20,5 knop (38,0 km/h). Fartyget hade en räckvidd på 8 000 nmi (15 000 km) vid en hastighet på 10 knop (19 km/h).
Fartyget var beväpnat med ett huvudbatteri med tolv 305 mm/50-kaliber Mark 7-kanoner i sex Mark 9-torn på mittlinjen, varav två var placerade i ett överfyrningspar framåt. De övriga fyra tornen var placerade akter om överbyggnaden i två överfyrande par. Det sekundära batteriet bestod av tjugoen 127 mm/51-kaliberkanoner monterade i kasematter längs skrovets sida. Huvudpansarbältet var 279 mm tjockt, medan kanontornen hade 305 mm tjocka sidor. Besiktningstornet hade 292 mm tjocka sidor.

### Modifieringar
1925 moderniserades Arkansas på Philadelphia Navy Yard. Hennes deplacement ökade avsevärt, till 26 484 t i standardutförande och 31 100 t vid full last. Hon breddades till 32 m, främst genom installation av ett torpedskydd, och djupgåendet ökade till 9 m. Hennes tolv koleldade pannor ersattes med fyra White-Forster oljeeldade pannor som var avsedda för de fartyg som avskaffades i enlighet med Washingtonfördraget; prestandan förblev densamma som de äldre pannorna. Fartygets däckspansar förstärktes genom tillägg av 89 mm pansar på andra däcket, plus 44 mm pansar på tredje däcket i fören och aktern. Däckspärren över motorerna och pannorna ökades med 19 mm respektive 32 mm. Fem av 127 mm kanonerna togs bort och åtta 76 mm/50 kaliber luftvärnskanoner installerades. Huvudmasten togs bort för att ge utrymme för en flygplanskatapult monterad på torn nummer 3 mittskepps.

## Tjänstgöring

### Innan första världskriget
Arkansas kölsträcktes den 25 januari 1910 vid New York Shipbuilding i Camden, New Jersey. Hon sjösattes den 14 januari 1911, varefter utrustningen påbörjades. Fartyget var färdigt i september 1912 och togs i bruk i den amerikanska flottan den 17 september vid Philadelphia Navy Yard under befäl av kapten Roy C. Smith. Efter sin idrifttagning deltog Arkansas i en flottuppvisning den 14 oktober 1912 för president William Howard Taft. Fartyget tog Taft ombord samma dag för en resa till Panama för att inspektera Panamakanalen, som fortfarande var under uppbyggnad. Arkansas påbörjade sin shakedown-kryssning efter att ha levererat Taft och hans följe till kanalzonen. Under denna kryssning testades flottans första trådlösa långdistans telegrafisystem med framgång, med regelbundna sändningar som Arkansas tog emot från en överföringsanläggning som låg i Arlington, Virginia. Den 26 december återvände Arkansas till kanalzonen för att ta med sig Taft till Key West, Florida. Efter avslutad resa tilldelades Arkansas Atlantflottan och deltog i övningar utanför USA:s östkust. Arkansas första utlandskryssning, till Medelhavet, inleddes i slutet av oktober 1913. Under resan stannade hon i flera hamnar, bland annat i Neapel den 11 november, där fartyget firade Italiens kung Viktor Emanuel III:s födelsedag.

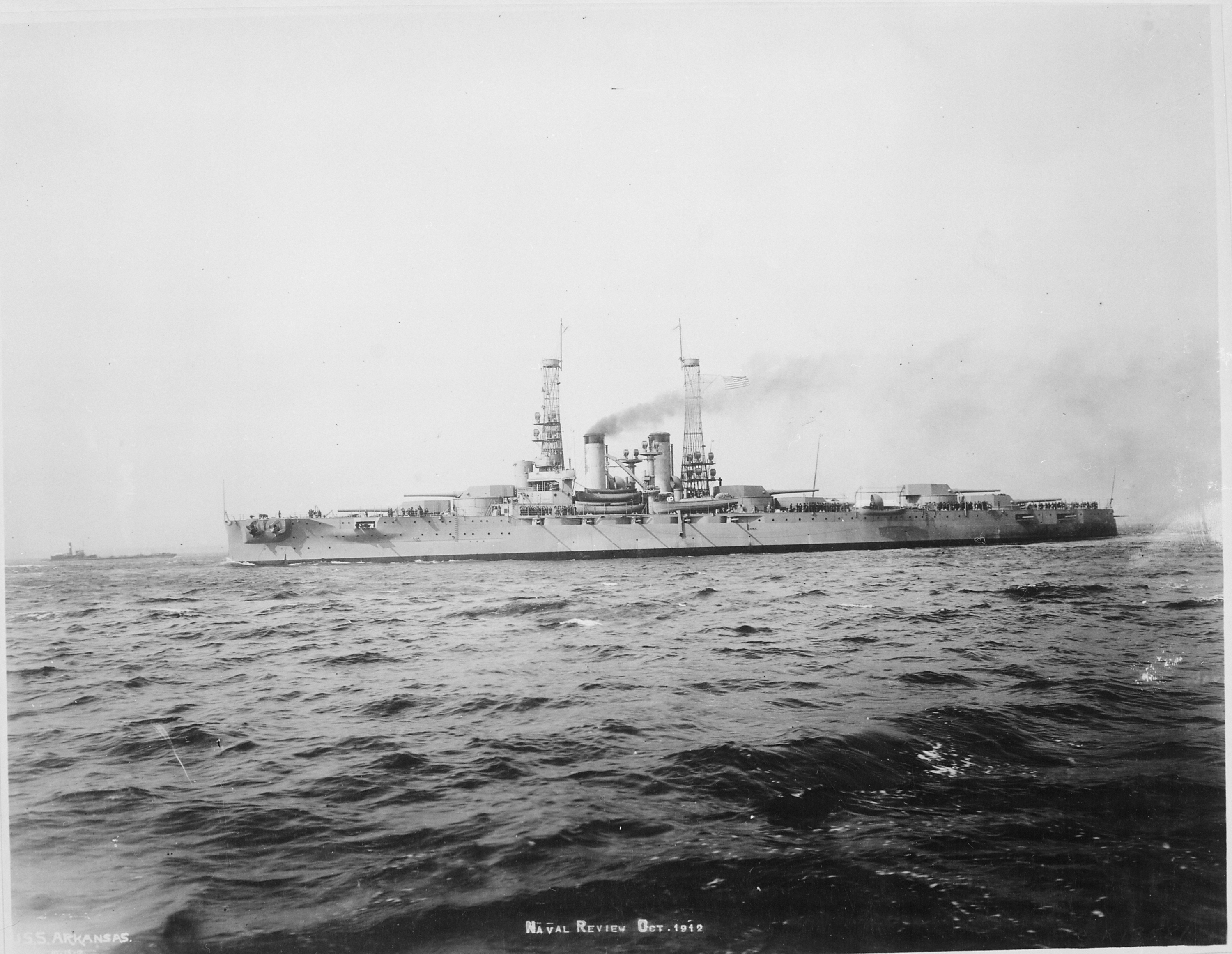
Arkansas den 15 oktober 1912

I början av 1914 kulminerade en internationell incident med Mexiko i den amerikanska ockupationen av Veracruz. Arkansas deltog i ockupationen och bidrog med fyra kompanier av marininfanteri med 17 officerare och 313 värnpliktiga. De amerikanska styrkorna kämpade sig fram genom staden tills de säkrade den. Två av Arkansas besättningsmän dödades i striderna. Arkansas stannade kvar i mexikanska vatten tills hon avgick den 30 september för att återvända till USA. Medan fartyget var stationerat i Veracruz besöktes det av kapten Franz von Papen, den tyske militärattachén i USA och Mexiko, och konteramiral Christopher Cradock, befälhavare för den brittiska 4:e kryssarsskvadronen, den 10 maj respektive den 30 maj 1914.
Arkansas anlände till Hampton Roads, Virginia, den 7 oktober och deltog därefter i övningar under en vecka. Därefter seglade hon till New York Navy Yard för periodiskt underhåll. Efter att reparationerna var klara ångade fartyget ner till Virginia Capes-området för övningar. Hon återvände till New York Navy Yard den 12 december för ytterligare underhåll. Reparationerna var klara inom en månad och den 16 januari 1915 avgick Arkansas till Virginia Capes för övningar den 19-21 januari. Fartyget färdades sedan ner till Guantánamobasen på Kuba för ytterligare övningar med flottan. Arkansas återvände för träning utanför Hampton Roads den 7 april, följt av ytterligare en underhållsperiod vid New York Navy Yard med början den 23 april.
Den 25 juni var reparationerna klara och Arkansas avgick till Newport, Rhode Island, för torpedövningar och taktiska manövrar i Narragansett Bay, som pågick till slutet av augusti. Den 27 augusti var fartyget tillbaka i Hampton Roads. Där deltog hon i övningar utanför Norfolk till och med den 4 oktober. Därefter återvände hon till Newport, där hon deltog i strategiska manövrar den 5-14 oktober. Den 15 oktober gick hon till New York Navy Yard där hon torrdockades för omfattande underhåll. Arbetet var avslutat den 8 november, då Arkansas återvände till Hampton Roads. Fartyget var i Brooklyn för reparationer den 19 november, som pågick fram till den 5 januari 1916, då hon ångade söderut till Karibiska havet, via Hampton Roads, för vinterövningar. Den 12 mars ångade hon till Mobile Bay för torpedövningar, innan hon återvände till Guantánamo. Den 15 april återvände hon till New York Navy Yard för en översyn.

### Första världskriget
USA förklarade krig mot Tyskland den 6 april 1917 och anslöt sig till de allierade makterna i första världskriget. Arkansas tillhörde då sjunde slagskeppsdivisionen i Virginia. Fartyget patrullerade östkusten och utbildade kanonbesättningar under de följande fjorton månaderna.  Den 14 juli 1918 skickades fartyget till Storbritannien för att avlösa slagskeppet Delaware, som sedan december 1917 hade varit avdelat för att samarbeta med Grand Fleet i sjätte stridsskvadronen. Den 14 juli lämnade Arkansas USA; när slagskeppet närmade sig Royal Navy-basen i Rosyth sköt det på vad man trodde var ett periskop från en tysk ubåt. Jagarna som eskorterade Arkansas släppte sjunkbomber men träffade inte den påstådda ubåten. Arkansas anlände till Rosyth den 28 juli och anslöt sig till resten av den nionde slagskeppsdivisionen som var stationerad där. Under återstoden av konflikten opererade divisionen som Grand Fleets sjätte stridsskvadron.
Den 11 november trädde vapenstilleståndet med Tyskland som avslutade första världskriget i kraft. Enligt villkoren skulle Tyskland internera huvuddelen av högsjöflottan i Scapa Flow, under överinseende av Grand Fleet. Arkansas och de andra amerikanska krigsfartygen deltog i interneringen; en kombinerad flotta på 370 brittiska, amerikanska och franska krigsfartyg mötte högsjöflottan i Nordsjön den 21 november och eskorterade den till Scapa Flow. Den 1 december avskiljdes den nionde slagskeppsdivision från Grand Fleet, varefter Arkansas lämnade Firth of Forth för Isle of Portland. Hon gick sedan ut till sjöss för att möta oceanångaren George Washington, som förde president Wilson till Europa. Arkansas och de andra amerikanska flottstyrkorna i Europa eskorterade fartyget till Brest i Frankrike den 13 december. Efter att ha slutfört eskorten seglade Arkansas till New York och anlände den 26 december, där flottan deltog i en uppvisning för marinminister Josephus Daniels.

### Mellankrigstiden

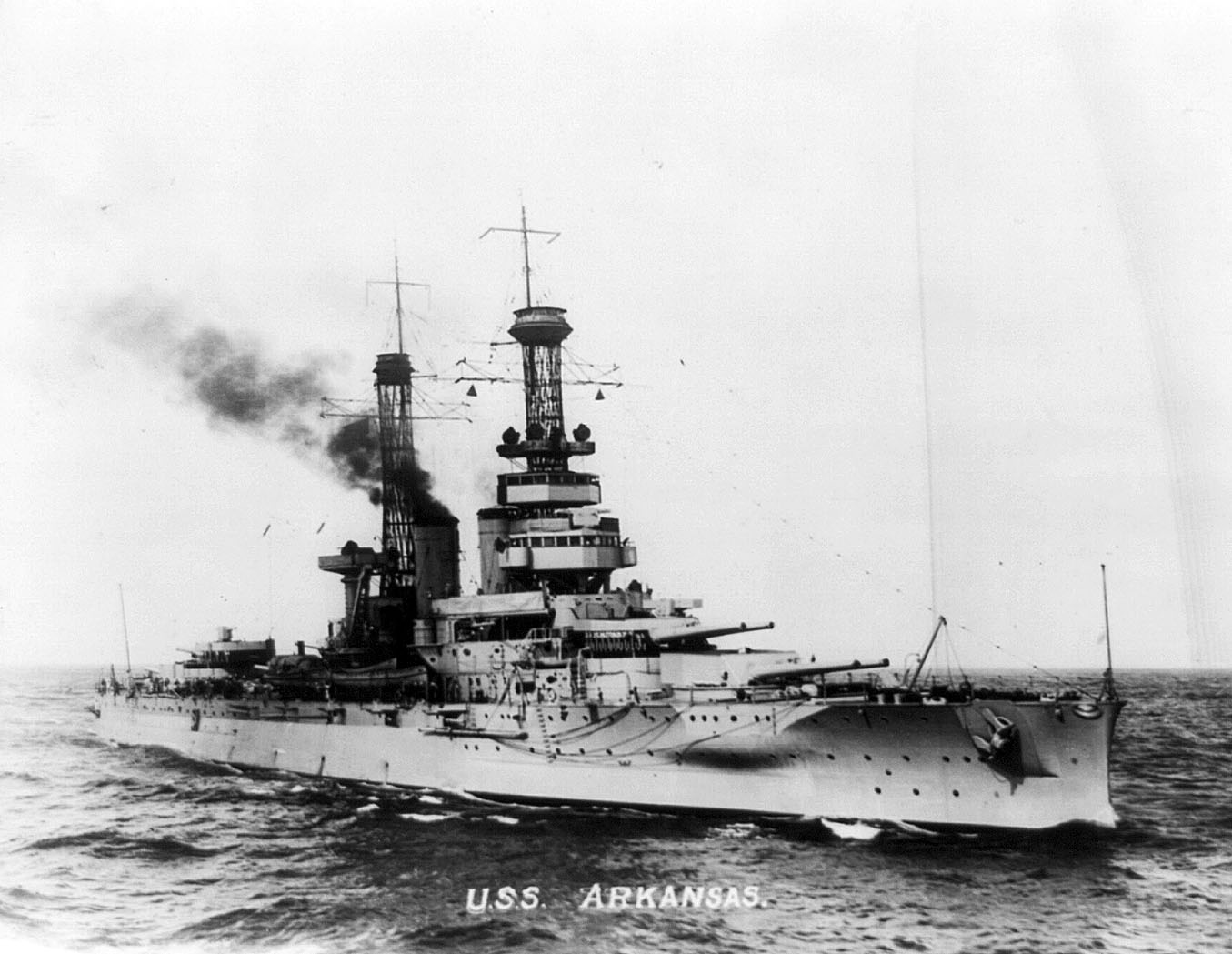
Arkansas under 1920

Utbildningen i fredstid för Arkansas bestod av individuell träning, en årlig flottmanöver och periodiskt underhåll i torrdocka. Efter att ha återvänt till USA gick Arkansas in i torrdocka vid Norfolk Navy Yard för en omfattande översyn. Därefter återförenades hon med flottan för att genomföra träningsövningar utanför Kuba, varefter hon korsade Atlanten till Europa. Hon nådde Plymouth den 12 maj 1919 och gjorde sedan väderobservationer den 19 maj och fungerade senare som referensfartyg för att vägleda Navy Curtiss NC-flygbåtarna som flög från Trepassey Bay, Newfoundland, till Europa. Efter att ha slutfört den uppgiften ångade hon till Brest den 10 juni och hämtade upp amiral William S. Benson, chefen för marinens operationer, och hans fru. Arkansas förde dem tillbaka till New York efter att Benson hade avslutat sin resa till fredskonferensen i Paris och anlände den 20 juni.
Den 19 juli lämnade Arkansas Hampton Roads för att ansluta sig till sin nya uppgift, den amerikanska Stillahavsflottan, med destination San Francisco. Hon anlände den 6 september via Panamakanalen och tog ombord Josephus Daniels och hans fru. Den 12 september förde hon Daniels och hans fru till Blakely Harbor i Washington och deltog dagen därpå i en flottuppvsining för president Wilson. Den 19 september anlände Arkansas till Puget Sound Navy Yard för en allmän översyn. Hon återvände till flottan i maj 1920 för övningsverksamhet utanför Kalifornien. Flottan antog ett klassificeringssystem för skrov och den 17 juli tilldelade Arkansas beteckningen "BB-33". Hon ångade till Hawaii i september, vilket var första gången hon färdades till öarna. I början av 1921 besökte Arkansas Valparaíso, Chile, där hon togs emot av president Arturo Alessandri Palma.
I augusti 1921 återvände Arkansas till Atlanten, där hon blev flaggskepp för befälhavaren för slagskeppsstyrkan i Atlantflottan. Under hela 1920-talet transporterade Arkansas aspiranter från United States Naval Academy på sommarkryssningar. Hon gjorde en Europaturné 1923; där stannade hon den 2 juli i Köpenhamn och fick besök av Danmarks kung Christian X. Hon stannade också i Lissabon och Gibraltar. En annan kryssning för aspiranter till Europa följde 1924; kryssningen för nästa år gick till USA:s västkust. Den 30 juni 1925 stannade hon i Santa Barbara i Kalifornien för att hjälpa till med efterdyningarna av jordbävningen i Santa Barbara 1925. Arkansas, jagaren McCawley och patrullbåten PE-34 skickade män i land för att hjälpa polisen i Santa Barbara. De upprättade också en tillfällig radiostation i staden.

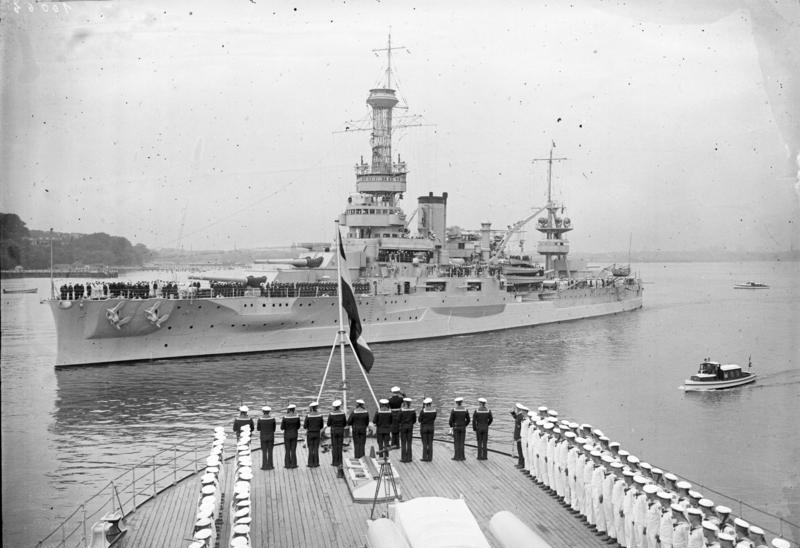
Arkansas besöker Kiel i juli 1930. Fotot är taget ifrån slagskeppet Schleswig-Holstein.

Efter att ha återvänt från 1925 års kryssning moderniserades fartyget på Philadelphia Navy Yard. Hon fick sina tolv gamla koleldade pannor ersatta med fyra oljeeldade modeller, vilka slogs ihop till en enda större skorsten. Hon fick också mer däckspansar tillagt och en kort tripodmast installerades i stället för den bakre burmasten. Moderniseringen avslutades i november 1926, varefter Arkansas genomförde en testkryssning i Atlanten. Hon återvände till Philadelphia, där hon genomförde acceptansprov innan hon kunde återgå till flottan. Den 5 september 1927 var Arkansas närvarande vid ceremonier för att avtäcka en minnestavla för att hedra de franska soldater och sjömän som dog under Yorktownkampanjen 1781.

#### 1928–1941
Hon återgick till utbildningskryssningar i maj 1928, då hon tog med sig en besättning av aspiranter ut i Atlanten längs östkusten, tillsammans med en resa ner till Kuba. I juni deltog hon i en gemensam kustförsvarsövning med armén som en del av den fientliga "attackerande" flottan. I början av 1929 kryssade Arkansas i Västindien och nära kanalzonen. Hon återvände till USA i maj 1929 för en översyn på New York Navy Yard. Efter att ha kommit ut ur torrdockan genomförde hon ytterligare en utbildningskryssning, denna gång till europeiska vatten; hon tillbringade tid i Medelhavet och besökte Storbritannien. Arkansas återvände till USA i augusti och opererade med Spaningsflottan utanför östkusten. Träningskryssningen för 1930 gick återigen till Europa. Hon anlöpte Cherbourg i Frankrike, Kiel, Oslo och Edinburgh. Kryssningen fortsatte till slutet av året och 1931 besökte slagskeppet Köpenhamn, Greenock i Skottland samt Cádiz och Gibraltar. I september hade fartyget korsat Atlanten och stannade i Halifax, Nova Scotia. I februari deltog Arkansas i Fleet Problem XII. Under manövern tjänstgjorde hon som amiral Arthur L. Willards flaggskepp. Hon "sänktes" av en ubåt. En månad senare, den 21-22 mars, genomförde Arkansas övningar med hangarfartygen Lexington och Saratoga.

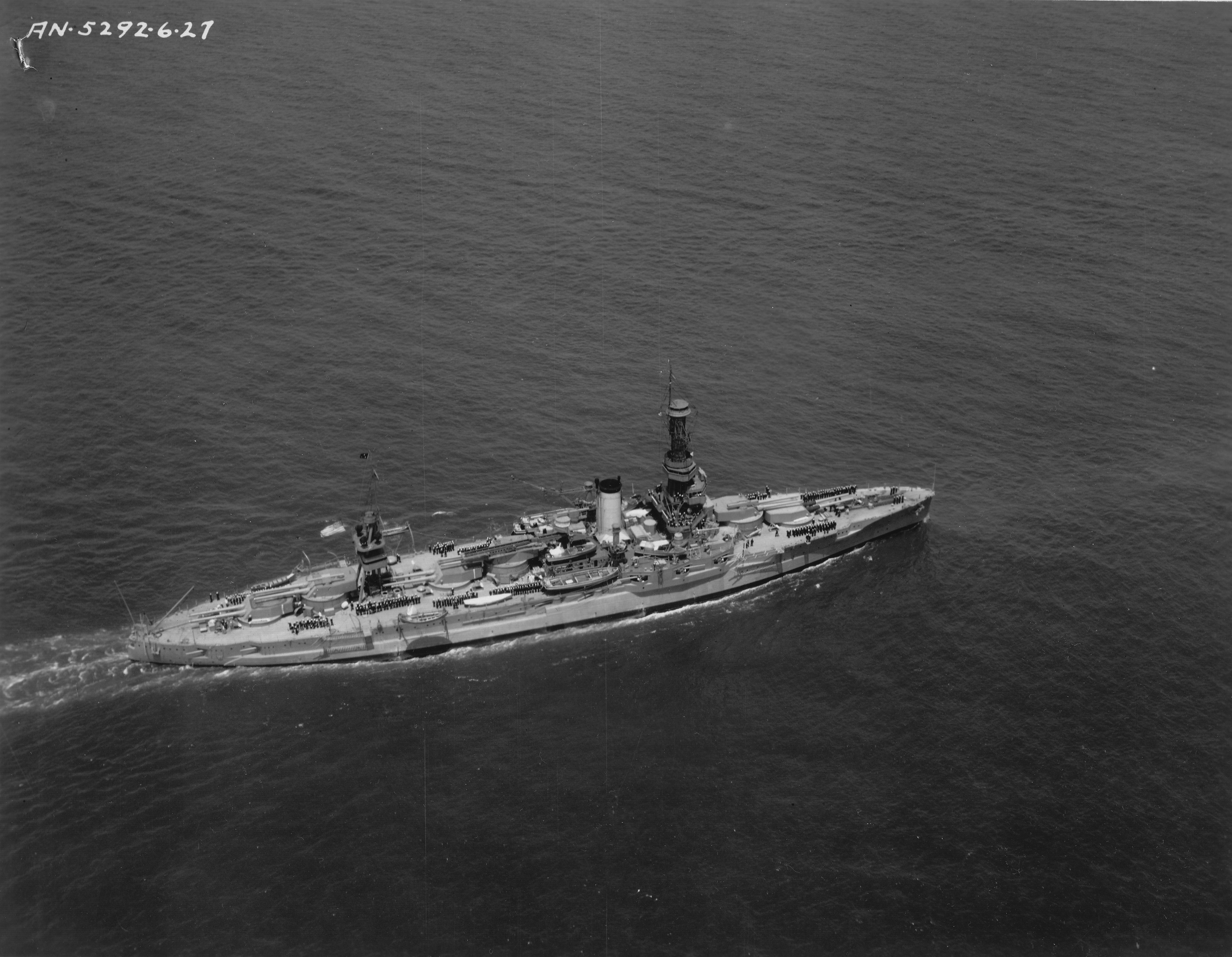
Arkansas 1927

Arkansas deltog i firandet av Yorktown Sesquicentennial i oktober 1931, som markerade 150-årsdagen av belägringen av Yorktown. Den 17 oktober tog hon ombord president Herbert Hoover och hans följe och förde dem till utställningen, och förde dem tillbaka till Annapolis den 19-20 oktober. Därefter gick hon in i torrdocka för en omfattande ombyggnad på Philadelphia Navy Yard, som pågick fram till januari 1932. Under denna tid stod hon under George Landenbergers befäl. Arkansas överfördes till Stillahavsflottan efter att ha slutfört ombyggnaden; under resan stannade hon till i New Orleans för att delta i Mardi Gras-festligheterna. Hon opererade utanför västkusten fram till början av 1934, varefter hon förflyttades tillbaka till Atlantflottan, där hon tjänstgjorde som flaggskepp för Träningsskvadronen.
Sommaren 1934 genomförde hon ytterligare en utbildningskryssning till Europa. Hon stannade till i Plymouth, Nice, Neapel och Gibraltar. Hon återvände till Annapolis i augusti, varefter hon ångade till Newport. I Newport granskade president Franklin Delano Roosevelt slagskeppet från yachten Nourmahal. Medan Arkansas var där anmälde hon en av sina kuttrar till en tävling med den brittiska kryssaren HMS Dragon om Battenberg Cup och City of Newport Cup; Arkansas kutter vann båda tävlingarna. Fartyget transporterade 1:a bataljonen, 5:e marinkåren till Culebra för en övning i januari 1935. I juni återgick hon till utbildningsuppgifter och tog återigen med sig aspiranter till Europa. Bland stoppen fanns Edinburgh, Oslo, Köpenhamn, Gibraltar och Funchal på Madeira. I augusti gick besättningen från Naval Academy i land och fartyget påbörjade en ny utbildningskryssning till Halifax, denna gång för flottreservister, månaden därpå. En ombyggnad genomfördes i oktober efter avslutad kryssning.
Arkansas deltog i övningen FLEX 2 i Culebra i januari 1936 och besökte sedan New Orleans under Mardi Gras. Hon färdades till Norfolk för en större översyn som pågick under våren 1936. Efter att ha slutfört översynen tog fartyget med sig en annan besättning av aspiranter till europeiska vatten; hon anlöpte hamnarna i Portsmouth, Göteborg och Cherbourg och återvände sedan till Annapolis i augusti. Liksom föregående år genomförde hon ytterligare en utbildningskryssning för reservister och gick sedan in i torrdockan för en översyn i Norfolk. Resten av 1930-talet följde ett liknande mönster. 1937 gick utbildningskryssningen för aspiranter till Europa, men kryssningarna 1938 och 1939 stannade i västra Atlanten.
När andra världskriget bröt ut i september 1939 låg Arkansas förtöjd i Hampton Roads och förberedde sig för en utbildningskryssning. Hon avgick för att transportera flygutrustning från Norfolk till Narragansett Bay, där flottan planerade att inrätta en sjöflygbas. Under tiden i Newport hämtade Arkansas ammunition för jagare och förde den tillbaka till Hampton Roads. Efter att ha återvänt till Virginia tilldelades Arkansas en reservstyrka för neutralitetspatrullerna i Atlanten, tillsammans med sin syster Wyoming, slagskeppen New York och Texas och hangarfartyget Ranger. Den 11 januari 1940 avgick Arkansas, New York och Texas för flottövningar utanför Kuba. Hon genomgick en översyn i Norfolk mellan den 18 mars och 24 maj. Efter att ha kommit ut från sin ombyggnad genomförde Arkansas ytterligare en utbildningskryssning för aspiranter, tillsammans med Texas och New York, till Panama och Venezuela. I slutet av 1940 genomförde hon tre utbildningskryssningar för flottans reserv i Atlanten.
Den 19 december 1940 kolliderade Arkansas, med 500 reservister ombord cirka kl. 03.00 med det utgående transportfartyget Collier Melrose från Mystic Steamship Company i Boston utanför Sea Girt, New Jersey. Även om det var en skrapande kollision, spräcktes delar av Colliers skrov undervattnet och hon sjönk strax före en torrdocka i Brooklyn efter en 40 sjömil lång kapplöpning mot tiden. Arkansas klarade sig bättre; "krigsfartyget fortsatte till sin ankarplats vid Hudsonfloden, minus bara lite färg och med en sönderslagen livbåt."
Under de följande månaderna närmade sig USA gradvis kriget i Atlanten. Fartyget ingick i eskortstyrkan för de marinkårssoldater som skickades ut för att ockupera Island i juli 1941, tillsammans med New York, två kryssare och elva jagare. Styrkan utplacerades från flottbasen i Argentia, Newfoundland, den 1 juli och var tillbaka i hamn den 19 juli. Med början den 7 augusti deltog Arkansas i en neutralitetspatrull i centrala Atlanten som varade en vecka. Efter att ha återvänt till hamnen färdades Arkansas till konferensen där atlantdeklarationen skulle komma att skrivas, tillsammans med president Roosevelt och den brittiske premiärministern Winston Churchill, som ägde rum ombord på HMS Prince of Wales. Under tiden där stannade USA:s biträdande utrikesminister Sumner Welles ombord på Arkansas. Hon genomförde ytterligare en neutralitetspatrull mellan den 2 och 11 september.

### Andra världskriget

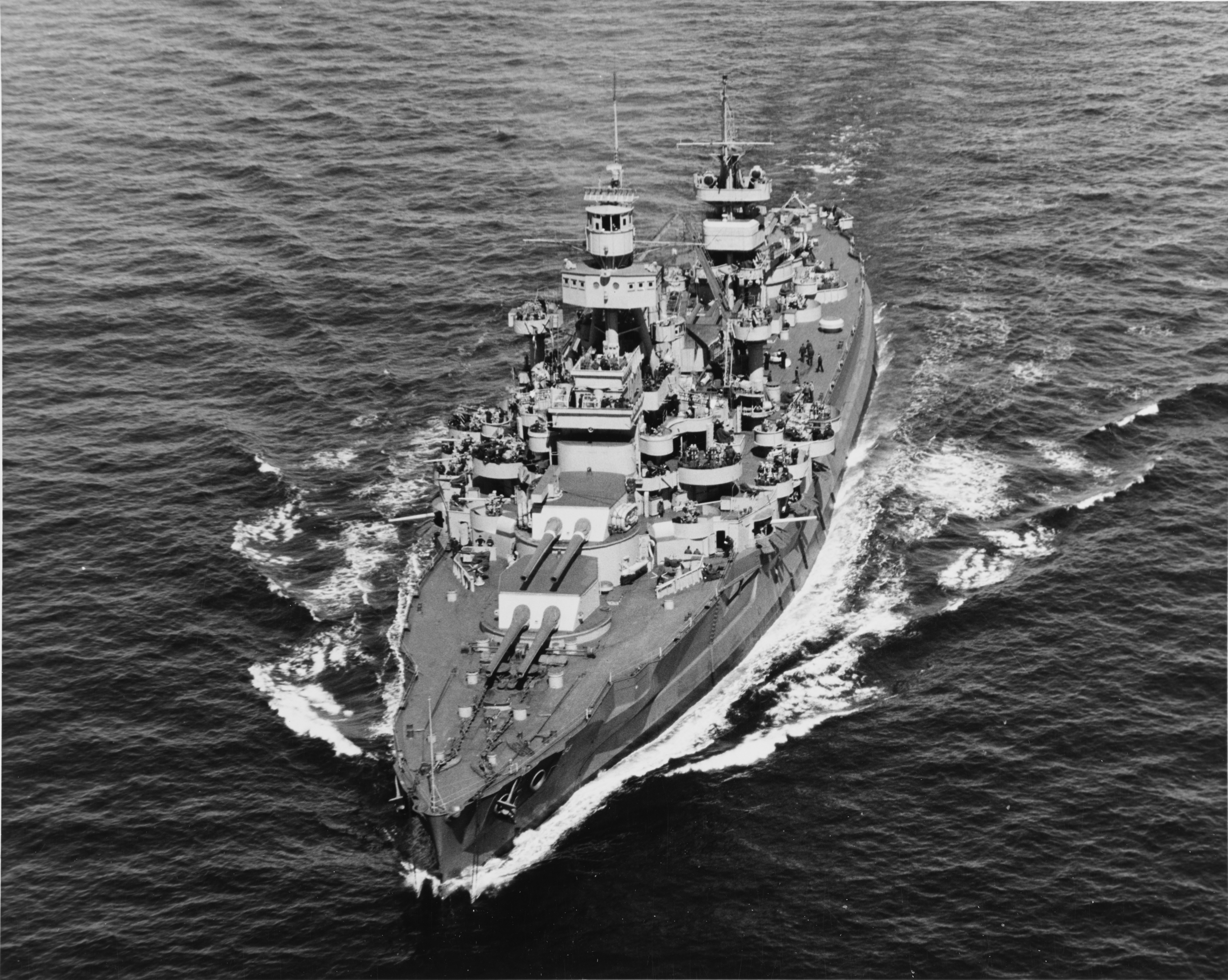
Arkansas den 11 april 1944

Arkansas låg för ankar i Casco Bay i Maine den 7 december 1941 när Japan attackerade Pearl Harbor och drog in USA i kriget. En vecka senare stävade hon till Hvalfjordur på Island och återvände till Boston den 24 januari 1942. Hon genomförde träningsövningar i Casco Bay för att förbereda sin besättning för konvojeskortningstjänst. Den 6 mars anlände hon till Norfolk för att påbörja en översyn. Det sekundära batteriet reducerades till sex 127 mm/51-kalibriga kanoner. Dessutom lades 36 stycken Bofors 40 mm  luftvärnskanoner (i fyrdubbla monteringar) och 26 Oerlikon 20 mm automatkanoner till, erfarenheten från Pearl Harbor hade gjort den amerikanska flottan medveten om behovet av kraftigare lätt luftvärn. Antalet 76 mm kanoner ökades också från 8 till 10. Arbetet pågick fram till den 2 juli, varefter Arkansas genomförde ett sjötest i Chesapeake Bay; därefter fortsatte hon till New York och anlände den 27 juli. Där blev hon flaggskepp för Styrka 38, en eskort för en konvoj med tolv transportfartyg på väg till Skottland. Konvojen anlände till Greenock den 17 augusti och Arkansas återvände till New York den 4 september.
Arkansas eskorterade återigen en konvoj till Skottland och återvände till New York den 20 oktober. Därefter skickades konvojer till Nordafrika för att stödja invasionen av Nordafrika. Arkansas följde sin första konvoj av detta slag, tillsammans med åtta jagare, den 3 november. Hon återvände till New York den 11 december, där hon gick i docka för ytterligare en översyn. Den 2 januari 1943 lämnade Arkansas New York för att utbilda utbilda kanonister i Chesapeake Bay. Tillbaka i New York den 30 januari förberedde fartygets besättning sig för att återgå till konvojeskortningstjänst. Hon eskorterade två konvojer till Casablanca mellan februari och april, innan hon återvände till New York för ännu en period i torrdocka, som varade till den 26 maj. Arkansas återgick till tjänstgöring som utbildningsfartyg för aspiranter med bas i Norfolk. Efter fyra månader återupptog hon sin konvojeskortningstjänst och den 8 oktober färdades hon till Bangor i Nordirland. Hon stannade i Nordirland under november och avgick den 1 december för New York. Efter att ha anlänt den 12 december dockades Arkansas för reparationer och återvände sedan till Norfolk den 27 december. Fartyget eskorterade en annan konvoj på väg till Irland den 19 januari 1944, innan det återvände till New York den 13 februari. Ytterligare en runda kanonövningar följde den 28 mars, varefter Arkansas färdades till Boston för ytterligare torrdockning.

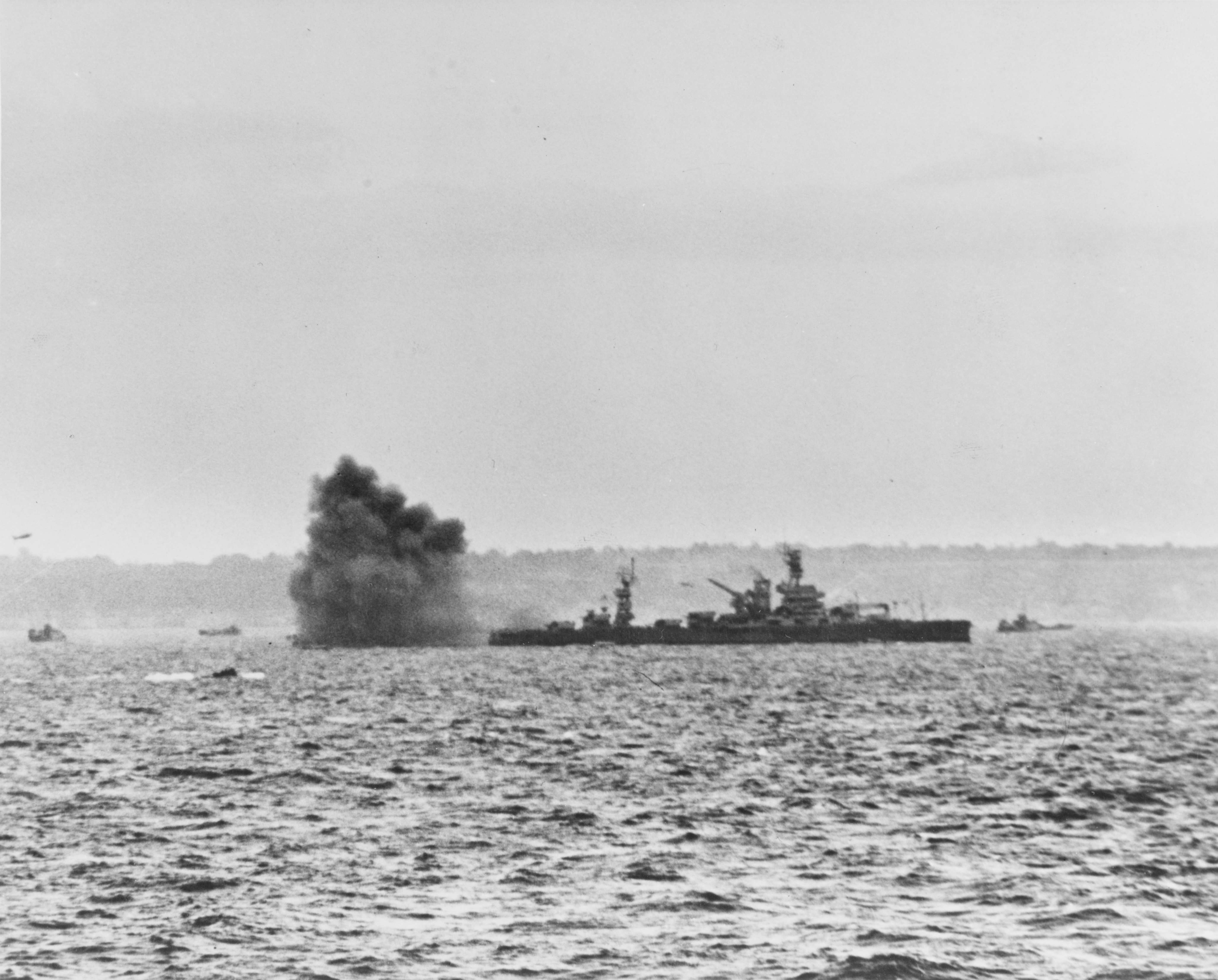
Arkansas beskjuter kustbatterier vid Omaha beach

Den 18 april avgick Arkansas till Nordirland, där hon övade att beskjuta landmål, eftersom hon hade tilldelats eldunderstödstyrkan till stöd för Operation Overlord, invasionen av norra Frankrike. Hon placerades i grupp II tillsammans med Texas och fem jagare. Den 3 juni lämnade hon sina förtöjningar och på morgonen den 6 juni intog hon en position cirka 3 700 meter från Omaha Beach. Klockan 05:52 avfyrade slagskeppets kanoner i strid för första gången. Hon besköt tyska positioner runt Omaha Beach fram till den 13 juni, då hon flyttades för att stödja markstyrkorna i Grandcamp les Bains. Den 25 juni besköt Arkansas Cherbourg, som stöd för den amerikanska attacken mot hamnen. Tyska kustkanoner besköt henne flera gånger, men fick inga träffar. Cherbourg föll för de allierade nästa dag, varefter Arkansas återvände till hamn, först i Weymouth, England, och sedan till Bangor, Nordirland, den 30 juni.
Den 4 juli lämnade Arkansas Nordirland för Medelhavet; hon nådde Oran i Algeriet den 10 juli och fortsatte sedan till Taranto dit hon anlände den 21 juli. Där anslöt hon sig till stödstyrkan för Operation Dragoon, invasionen av södra Frankrike. Återigen gav slagskeppet kanonstöd till landstigningen tillsammans med sex allierade kryssare, med början den 15 augusti. Bombardemanget pågick i ytterligare två dagar, varefter hon drog sig tillbaka, först till Palermo och sedan till Oran. Arkansas återvände sedan till USA och anlände till Boston den 14 september, där hon genomgick en ny ombyggnad som varade till början av november. Därefter ångade hon till Kalifornien via Panamakanalen och tillbringade resten av året med övningar. Den 20 januari 1945 lämnade Arkansas Kalifornien för Pearl Harbor och fortsatte sedan till Ulithiatollen för att ansluta sig till flottan i förberedelserna för landstigningen på Iwo Jima. Där tilldelades hon Styrka 54, som omfattade fem andra slagskepp, fyra kryssare och sexton jagare.
Den 16 februari var Arkansas i position utanför Iwo Jima och klockan 06.00 öppnade hon eld mot japanska positioner på öns västkust. Bombardemanget pågick fram till den 19 februari, även om hon stannade utanför ön under hela slaget om Iwo Jima, redo att ge eldunderstöd till de amerikanska marinkårssoldaterna på land. Hon avgick den 7 mars mot Ulithi och anlände den 10 mars, där hon bunkrade och tankade som förberedelse för nästa stora operation i Stillahavskriget, invasionen av Okinawa. Hon lämnade Ulithi, den 21 mars, och anlände utanför Okinawa, fyra dagar senare, då hon påbörjade bombardemanget tillsammans med resten av Styrka 54. Soldaterna och marinsoldaterna gick i land den 1 april, och Arkansas fortsatte att ge eldunderstöd under 46 dagar under hela slaget om Okinawa. Kamikaze-flygplan attackerade upprepade gånger fartyget, men inget träffade henne. Hon lämnade ön i maj och kom till Guam den 14 maj. Därefter fortsatte hon till Leytebukten den 12 juni och anlände fyra dagar senare. Där tilldelades hon Grupp 95.7 tillsammans med Texas och tre kryssare. Hon stannade vid Filippinerna till den 20 augusti, då hon avgick till Okinawa och anlände till Buckner Bay den 23 augusti, då Japan hade kapitulerat och andra världskriget var slut.

### Efterkrigstiden

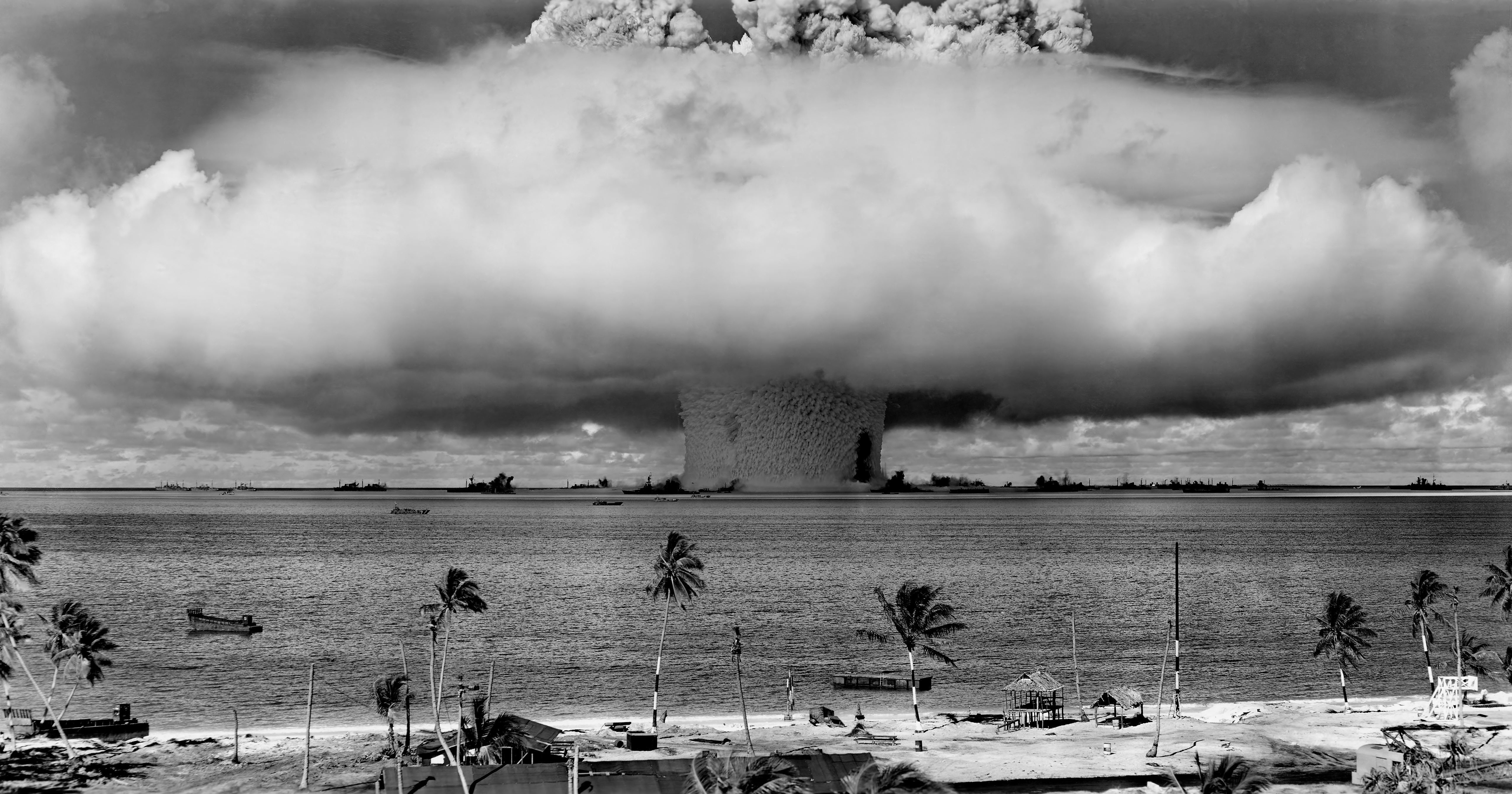
Arkansas sänks här i kärnvapentestet "Baker". Den svarta markeringen till höger om svampmolnet visar positionen för Arkansas.

Efter krigsslutet deltog Arkansas i Operation Magic Carpet, som syftade till att skicka hem amerikanska soldater från Stilla havet. Hon tog cirka 800 män tillbaka till USA, med avgång den 23 september och ankomst till Seattle, Washington den 15 oktober. Hon gjorde ytterligare tre Magic Carpet-resor mellan Pearl Harbor och det amerikanska fastlandet för att transportera hem fler soldater. 1946 låg Arkansas under de första månaderna i San Francisco. I slutet av april skickades fartyget iväg till Hawaii. Hon nådde Pearl Harbor den 8 maj och lämnade Pearl Harbor den 20 maj för Bikiniatollen, öronmärkt för att användas som mål för atombombstester i Operation Crossroads. Den 1 juli utsattes Arkansas för en luftsprängning i "ABLE", men överlevde med omfattande chockskador på sin övre del, medan skrovet och de bepansrade tornen endast var lätt skadade.
Den 25 juli sänktes slagskeppet av undervattenstestet "BAKER" vid Bikiniatollen. Chocken, som inte dämpades av luften, "överfördes direkt till undervattenskroppen", och Arkansas, som befann sig endast 230 meter från epicentrumet, verkade ha "krossats som av ett enormt hammarslag underifrån". Det verkar som om vattenvågen från explosionen kapsejsade fartyget, som sedan hamrades ner i den grunda bottnen av den nedgång i vattenpelaren som kastades upp av explosionen. Arkansas togs ur bruk den 29 juli och ströks ur flottans register den 15 augusti. Fartyget ligger upp och ner i cirka 55 meter vatten på botten av Bikinilagunen, där det fungerar som ett artificiellt rev. Det finns många bilder av vraket på National Park Services webbplats.